# Francesco Paolo Saia
Francesco Paolo Saia (Palermo, 5 febbraio 1985) è un ex arbitro di calcio italiano.

## Carriera
Appartiene alla sezione di Ragusa.
Il suo esordio assoluto avviene nel 2001, e dopo alcuni anni di gavetta, nel 2007 viene inserito negli arbitri della CAN PRO. In totale dirige 43 partite tra prima e seconda divisione. Nel 2013 dirige anche due gare dei play-off promozione.
Nella stagione 2013-2014 viene promosso in CAN B. Esordisce nella prima  giornata nella gara Ternana-Carpi terminata 1 a 0 per i padroni di casa. In questa prima stagione in Serie B dirige 14 partite.
Il 17 maggio 2014 esordisce in massima serie, dirigendo la partita della 38' giornata tra Udinese e Sampdoria, terminata 3 a 3.
Nella stagione 2014-2015 è confermato in CAN B nella quale dirige 19 gare. Nella stagione 2015-2016, dopo 18 direzioni in serie cadetta, viene designato in Serie A nella gara Empoli-Torino (2-1).
Al termine della stagione 2017-2018, vanta 2 presenze in serie A.
Il 30 giugno 2018 viene resa nota la sua dismissione dalla CAN B per motivazioni tecniche.